# Nikolaus Berwanger
Nikolaus Berwanger (n. 5 iulie 1935, Freidorf, Timișoara — d. 1 aprilie 1989, Ludwigsburg, Germania) a fost un scriitor de limba germană, originar din România.
Fostul redactor șef al cotidianului local "Neue Banater Zeitung" a publicat numeroase volume de poezii în dialectul șvabilor bănățeni, considerându-se un continuator al scriitorului tradiționalist Adam Müller-Guttenbrunn (1852-1923). În 1976 a publicat o monografie dedicată lui Müller-Guttenbrunn. Cenaclul timișorean german a purtat numele acestuia până în 1989.
Deși a ocupat funcții de răspundere în aparatul Partidului Comunist Român (cunoscut și după acronimul PCR), Berwanger a sprijinit, în mod deschis, scriitorii nonconformiști care inițial au activat în cadrul Grupului de Acțiune Banat (Aktionsgruppe Banat) care a existat între anii 1972 și 1975 și care a fost distrus de Securitate. Au făcut parte din această grupare autori ca: Rolf Bossert (1952-1986), Richard Wagner, William Totok, Gerhard Ortinau, Anton Bohn, Werner Kremm, Anton Sterbling și Johann Lippet.
În perioada 1969-1984 Berwanger a fost redactor-șef la publicația Neue Banater Zeitung (NBZ).
Scriitorul suedez Richard Swartz consemna că la o întâlnire cu Berwanger, la București, acesta i-a declarat că vede comunismul ca pe „un amestec de bizantinism, fascism și naționalism”.
În 1984 Berwanger a refuzat să se întoarcă în România, stabilindu-se în Germania Federală.

## Scrieri

### Publicate în România
- Zwei Jahrzehnte im Rampenlicht (illustrierte Chronik der Temeswarer Deutschen Staatsbühne) [Două decenii în lumina rampei (cronică ilustrată a Teatrului German de Stat Timișoara], Editura Kriterion, București, 1974 (împreună cu Wilhelm Junesch)
- Singur cu mine, Editura Facla, 1978
- Din patru inimi, Editura Eminescu, 1978
- Ein Schriftstellerleben (O viață de scriitor), critică literară, Editura Facla, 1979
- Trăiesc printre rânduri, poeme, Editura Cartea Românească, 1981
- Steingeflüster: Lyrische Bekenntnisse eines Rumäniendeutschen (Taschenbuch), Editura Olms, G, ed. a 2-a, 1985
- Offene Milieuschilderung: lyrische Texte Anno '85 ISBN 3-487-08270-5

### Publicate în Germania
- In Liebe und in Hass: Der grosse Schwabenausverkauf und andere Texte, 104 pagini, Editura Olms Presse, Hildesheim, 1987. ISBN-10: 3487082969; ISBN-13: 978-3487082967.